# Cryptopone rotundiceps
Cryptopone rotundiceps é uma espécie de formiga do gênero Cryptopone, pertencente à subfamília Ponerinae.